# Lista de navios de guerra espanhóis
Segue-se uma lista dos navios de guerra espanhóis:

## Século XVIII

### Cruzadores

#### Cruzadores blindados
| Navio             | Comissão  | Origem           | Notas |
| s                 | s         | s                | s     |
| ----------------- | --------- | ---------------- | ----- |
| Almirante Oquendo | 1895–1898 | Reino da Espanha |       |

#### Cruzadores desprotegidos
| Navio             | Comissão  | Origem           | Notas |
| s                 | s         | s                | s     |
| s                 | s         | s                | s     |
| ----------------- | --------- | ---------------- | ----- |
| Conde de Venadito | 1888–1936 | Reino da Espanha |       |
| Ficheiro:Sn       | 1897–1898 | Reino da Espanha |       |

### Contratorpedeiros
| Navio        | Comissão     | Origem           | Notas        |
| Classe Furor | Classe Furor | Classe Furor     | Classe Furor |
| ------------ | ------------ | ---------------- | ------------ |
| Furor        | 1896–1898    | Reino da Espanha |              |
| Terror       | 1896–1924    | Reino da Espanha |              |
| Plutón       | 1897–1898    | Reino da Espanha |              |

### Naus de linha
| Imagem             | Nome                                    | Construção | Lançamento                       | Armamento   | Toneladas       | Tripulação | Notas |
| ------------------ | --------------------------------------- | ---------- | -------------------------------- | ----------- | --------------- | ---------- | ----- |
|                    | Nuestra Señora de la Santísima Trinidad |            | 3 de março de 1769, Havana, Cuba | 140 canhões | 4,950 toneladas |            |       |
| [[Imagem:\|200px]] | a                                       |            |                                  |             |                 |            |       |

### Navios
| #                      | Imagem | Nome do navio            | Comissão      | Estado                                             |
| ---------------------- | ------ | ------------------------ | ------------- | -------------------------------------------------- |
| Fragatas               |        |                          |               |                                                    |
| Classe Álvaro de Bazán |        |                          |               |                                                    |
| F101                   |        | Álvaro de Bazán          | 2002–presente | Classe Álvaro de Bazán, classificado como fragata; |
| F102                   |        | Almirante Juan de Borbón | 2003–presente | Classe Álvaro de Bazán, classificado como fragata; |
|                        |        |                          |               |                                                    |
| #                      | ff     | Nome do navio            | Comissão      | Estado                                             |